# Sapore d'estate (programma televisivo)
Sapore d'estate è stato uno speciale televisivo estivo trasmesso da Canale 5 l'11 luglio 1998 e condotto da Sandra Mondaini ed Enrico Papi.
In diretta da Riccione, i due presentatori propongono i grandi successi musicali che hanno caratterizzato le estati italiane.
Nove canzoni vengono interpretate dai cantanti e dai gruppi musicali che le portarono al successo, accompagnati dall'orchestra diretta dal maestro Demo Morselli. Sono i telespettatori a decretare, tramite il televoto, il brano a cui sono più affezionati.